# Nash Standard Six

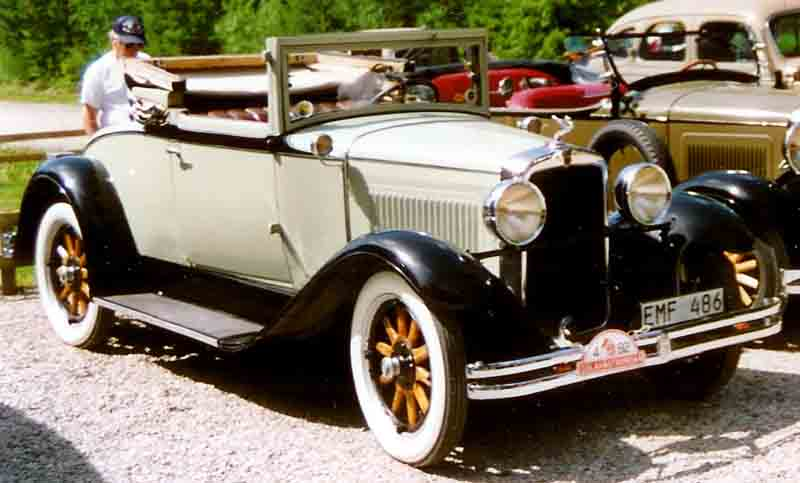
Nash Standard Six Cabriolet Modell 422 (1929)

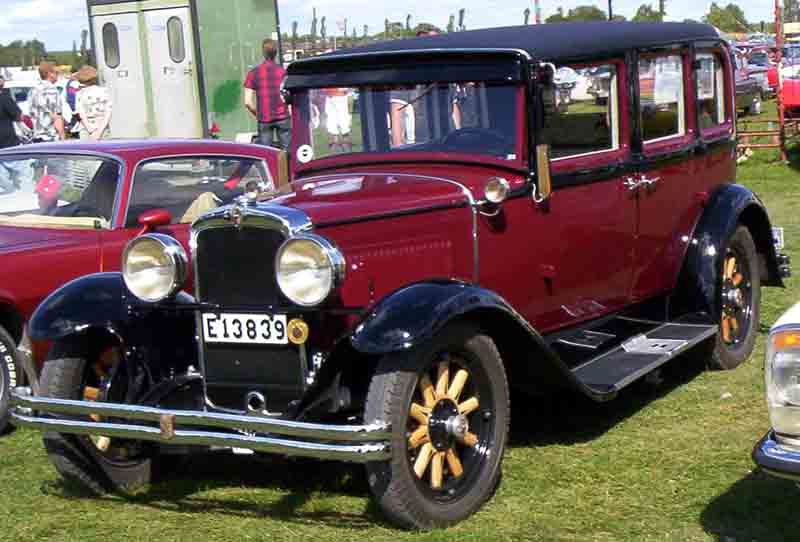
Nash Standard Six Modell 420 (1929)

Nash Light Six und Nash Standard Six waren Pkw-Modelle von Nash Motors aus den 1920er Jahren.

## Nash Light Six
Der Nash Light Six erschien im Mai 1926. Er hatte die interne Modellnummer 220. Im Prinzip war es nur ein umbenanntes Modell als Nachfolger des Ajax von der Ajax Motors Company. Der Sechszylinder-Reihenmotor mit SV-Ventilsteuerung, 76,2 mm Bohrung, 101,6 mm Hub und 2779 cm³ Hubraum leistete 40 bhp (29 kW) bei 2400/min. Zu den beiden viertürigen Aufbauten kam ein zweitüriges Coupé hinzu. Die Erwartung der Geschäftsleitung, die durch die Umbenennung des Wagens die Verkaufszahlen steigern wollte, wurde erfüllt: Es wurden 60 % mehr verkauft als im Vorjahr. Das Jahr 1927 brachte leicht veränderte Karosserielinien, sodass sich weichere Linien ergaben. Technische Änderungen gab es nicht. Neu dazu kamen eine zweitürige Limousine und eine viertürige Luxuslimousine.

## Nash Standard Six
Im Modelljahr 1928 wurde der Light Six in Standard Six, Modell 320, umbenannt. Der Motor wurde auf 3017 cm³ (Bohrung × Hub = 79,4 mm × 101,6 mm) aufgebohrt und leistete nun 45 bhp (33 kW) bei 2600/min. Der Kühler wurde etwas höher und die viertürige Luxuslimousine wurde durch ein Landaulet ersetzt. Dazu gab es erstmals auch ein zweitüriges Cabriolet.
1929 wurde der Radstand des Modells 420 auf 2858 mm verlängert, die Motorleistung stieg bei gleichbleibendem Hubraum auf 50 bhp (37 kW) bei 2800/min. Der neue, noch höhere und schmalere Kühler zeigte ein Fischgrätenmuster.
1930 ersetzte der neue Single Six den Standard Six und sein größeres Schwestermodell Special Six.